# 대구광역시 간선버스 518

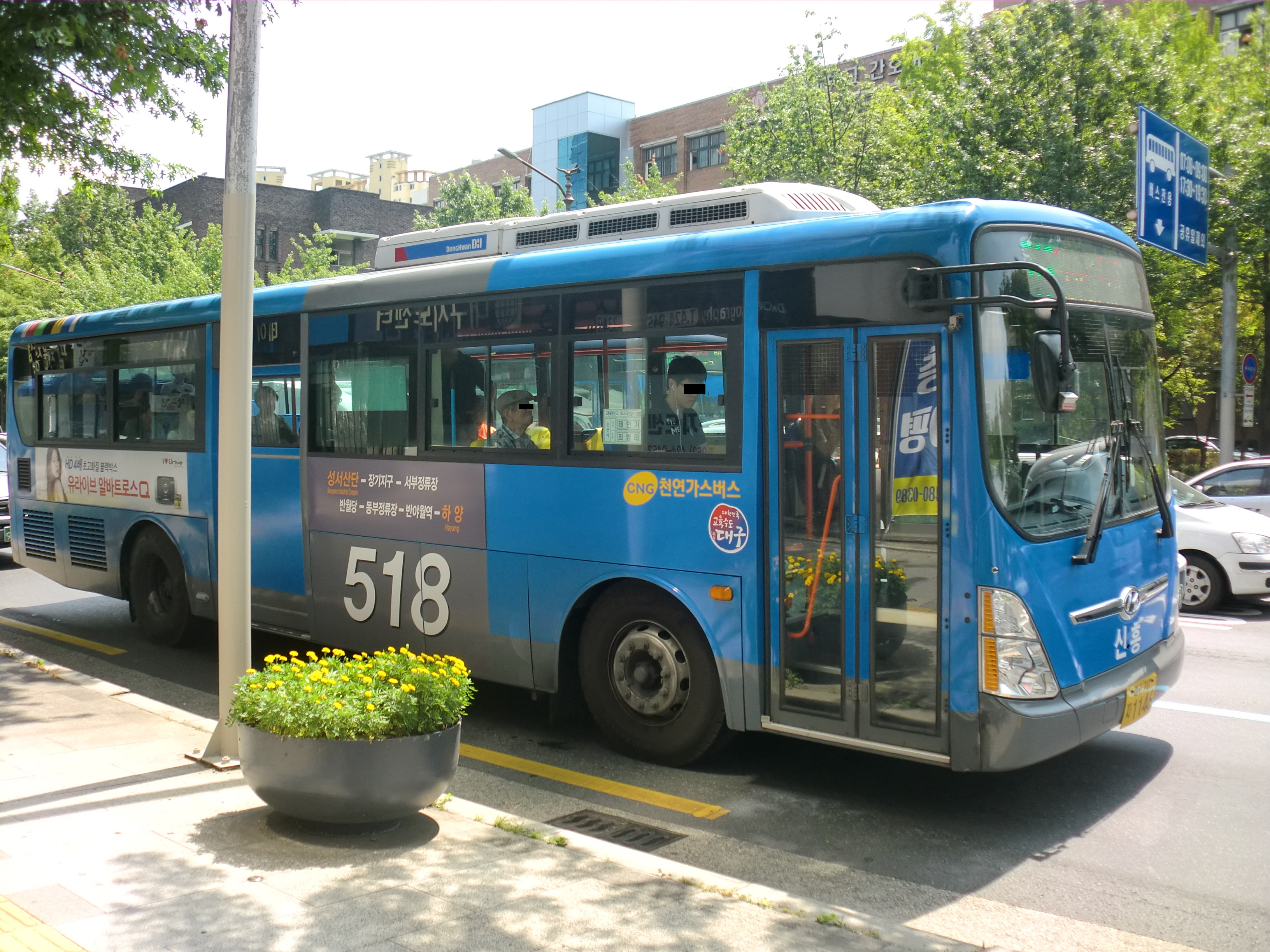
대구버스 518

대구광역시 간선버스 518은 대구광역시의 시내버스 노선이다. 신흥버스 주식회사와 주식회사 달구벌버스가 공동으로 운용하고 있다. 성서산업단지, 용산역, 대구공업대학교, 명덕역, 등을 거쳐 대구광역시 동구 안심동 안심역까지 운행된다. 영남지방과 호남지방의 지역 화합을 위한 달빛동맹 프로젝트의 일환으로 5·18 광주 민주화 운동을 기념하는 이벤트를 갖기도 하였다.

## 노선 개요
대구광역시의 시내버스는 1998년 현재의 간선버스와 지선버스 구분 체계를 세웠다. 1955년부터 운행중인 신흥버스는 성서산업단지내에 차고지를 두고 기점으로 삼고 있으며 이 체계에 따라 5로 시작하는 간선버스를 운영하고 있다. 신흥버스가 운영하는 노선은 급행5, 급행7, 425, 503, 518, 달서1, 서구1-1, 7250 등
이다.
518번 노선은 본래 경산시 하양읍까지 운행되며 대구의 시내버스 가운데 가장 많은 사람이 이용하는 노선이었지만, 2019년 현재의 안심역으로 노선이 단축되고 대신 518-1 노선이 경산시까지 계속 운행되었으나 도시철도와의 경쟁과 새노선의 수요 흡수 실패로 이용 승객이 크게 줄었다. 대체 노선인 518-1은 결국 2025년 폐지되었다. 첫차는 오전 5시 30분, 막차는 오후 10시 30분이고 배차 간격은 평일 16분(74회), 토요일 17분(71회), 휴일 18분(68회)이다. 오후 10시 30분 막차는 다음날 새벽 0시 15분 다시 차고지로 돌아오게 된다.

## 달빛동맹
2013년 대구광역시와 광주광역시는 뿌리 깊은 영남과 호남의 지역감정을 해소하고 상호 문화 교류를 높이기로 하는 달빛동맹을 채결하였다. 이 문화교류 사업은 정치적이 이유의 지역 감정에도 불구하고 두 지역 모두 국채보상운동, 2·28 대구 학생의거, 5·18 광주 민주화 운동과 같이 커다란 역사적 흐름을 함께하였다는 연대 의식를 기반으로 상호 교류를 추진하고 있다.
2019년 광주광역시가 광주광역시 간선버스 228를 이용하여 2·28 대구 학생의거를 기념하자 대구광역시도 이에 화답하여 2021년 518 버스를 이용하여 5·18 광주 민주화 운동를 기념하였다.

## 같이 보기
- 광주광역시 간선버스 518
- 광주광역시 간선버스 228
- 대구광역시의 시내버스